# Hwang Byungseung
Hwang Byungseung (en hangeul : 황병승) est un poète sud-coréen né le 4 avril 1970 et retrouvé mort le 24 juillet 2019.

## Biographie
Hwang Byeong-seung est né le 4 avril 1970 à Séoul en Corée du Sud. Il est titulaire d'un master en écriture créative qu'il a obtenu à l'université Myeongi. Il fait ses débuts littéraires en 2003 avec la publication de quelques-uns de ses poèmes sous le titre de Médecin traitant h (Juchi-ui h) dans la revue Para 21 (파라 21). Il remporte en 2010 le prix Park In-hwan et le prix Midang en 2013.
Il est considéré comme un des poètes les plus à l'avant-garde de la nouvelle génération d'écrivains en Corée du Sud, abordant librement des thèmes comme la sexualité, le tout dans un registre cru et jonglant entre langage soutenu et familier.

## Ouvrages
- 여장남자 시코쿠  Le travesti, Shikoku (Random House 2005; édition revue, Moonji, 2012)
- 트랙과 들판의 별 La piste et les étoiles des champs (Moonji, 2007)
- 육체쇼와 전집 Spectacle de corps (Moonji, 2013)

## Distinctions
- 2010 : Prix Park In-hwan
- 2013 : Prix Midang pour 내일은 프로